# 歓喜の歌 (落語)
『歓喜の歌』（かんきのうた）は、立川志の輔による新作落語。映画化、テレビドラマ化、舞台化もされた（後述）。

## 概要
2004年に渋谷PARCO劇場で開催した「志の輔らくご」にて初演された。ある年の大晦日に公民館で起きた一つの騒動を、志の輔流の切り口で笑えながらも人情味深く描かれた内容が反響を呼び、志の輔の新作落語の代表作として知られる。2007年に「志の輔らくご」で再演された高座を収録したDVDが2008年1月に発売されている。
また、2008年2月には小林薫主演、松岡錠司監督で映画化され、また同年9月には大泉洋主演、北海道テレビ放送製作でテレビドラマ化されている。テレビドラマは2008年9月度のギャラクシー賞月間賞を受賞した。

## あらすじ
ある年の大晦日を控えたある日。大晦日の公民館のホール予約で2つのママさんコーラスグループの予約がダブルブッキングされていたことが発覚する。2つのグループの名前が似ていたこともあり、公民館の職員が気づかず予約登録していたのだった。この事態に怒るコーラス団員たちに対し、公民館の主任は責任逃れを続けるばかりだったが、あることをきっかけに公演を成功させようと奔走することとなる。

## 映画
2008年2月2日公開。キャッチコピーはきっとあなたの心にあかりを灯す、笑いと涙の音楽喜劇。

### キャスト
- 飯塚正：小林薫 - みたま文化会館主任
- 飯塚さえ子：浅田美代子 - 飯塚の妻
- 飯塚千夏：於保佐代子 - 飯塚の娘
- 北澤直樹：田中哲司 - みたま文化会館副主任
- 加藤俊輔：伊藤淳史 - みたま文化会館職員
- 五十嵐純子：安田成美 - みたま町コーラスガールズリーダー
- 五十嵐恒夫：光石研 - 純子の夫（落語好きで落語家に成りたいと思っているタクシー運転手。立川志の輔の演じる「落語家」を運転するタクシーに乗せる）
- 大田登紀子：藤田弓子 - みたま町コーラスガールズメンバー（「リフォーム大田」店主。店の隣の中華料理屋「北京飯店」も入院中の夫に代わり運営）
- 大田綾香：朝倉あき - 登紀子の娘
- 塚田真由美：根岸季衣[注 1] - みたま町コーラスガールズメンバー
- 塚田尚人：波岡一喜 - 真由美の息子
- 葛飾太郎：でんでん - スナック経営
- シャラポア：アンナ・カネキ - 葛飾の妻。葛飾経営のスナックのホステス
- 妹尾浩子：猫背椿 - みたま町コーラスガールズメンバー（美容師）
- 相崎陽子：平澤由美 - みたま町コーラスガールズメンバー（スーパー店員）
- 佐久間礼子：峯村リエ - みたまレディースコーラスメンバー
- 森永瞳：土屋久美子 - みたまレディースコーラスメンバー
- 亀田紀子：吉本菜穂子[注 1] - みたまレディースコーラスメンバー
- 田所美代子：宮本裕子 - 病気の息子のため、みたまレディースコーラスに歌を歌ってもらった母親
- 岩瀬理恵：江本純子 - みたま町コーラスガールズメンバー
- 伊藤茂：笹野高史 - 市役所の警備員
- 宗方清：斎藤洋介 - みたま市長
- 宗方まりこ：片桐はいり - 宗方の妻
- 大河原勇：塩見三省 - スマイル建設社長
- 大河原フク：渡辺美佐子 - 勇の母
- たまたまタクシーに乗った落語家：立川志の輔 ※本人役ではない
- 小野寺：立川談志 - 住職
- スナックの常連客：リリー・フランキー
- 「リフォーム大田」の客：筒井道隆
- みたまレディースコーラスメンバー：安田祥子
- 松尾みすず：由紀さおり - みたまレディースコーラスリーダー
- 吉井有子、野嵜好美、米村亮太朗、萩原利映、井出みな子、戌井昭人、新山のぞみ、渡辺友裕、日向丈、辻親八、立川キウイ　ほか

### スタッフ
- 企画・エグゼクティブプロデューサー：李鳳宇
- 監督・脚本：松岡錠司
- 脚本：真辺克彦
- 音楽：岩代太郎
- 主題歌：クレイジーケンバンド「あの鐘を鳴らすのはあなた」
- 合唱指導：辻志朗、飯野淳也（補佐）
- フードスタイリスト：飯島奈美
- メイク協力：DHC
- スタジオ：日活撮影所
- 現像：IMAGICA
- タイトル：マリンポスト
- ロケ協力：埼玉県ロケーションサービス、日野映像支援隊、深谷フィルムコミッション、彩の国本庄拠点フィルムコミッション、熊谷市、上里町、日野市　ほか
- 発案：重延浩、渡辺実（テレビマンユニオン）
- プロデューサー：椎井友紀子（キノ）
- 製作プロダクション・配給：シネカノン
- 製作：「歓喜の歌」パートナーズ（シネカノン、ハピネット、角川映画）

### 評価
- 映画館大賞「映画館スタッフが選ぶ、2008年に最もスクリーンで輝いた映画」第78位

## テレビドラマ
2008年9月7日に、テレビ朝日系の「サンデープレゼント」枠 （14:00 - 15:25【JST】） にて放映された単発スペシャルのテレビドラマ。2008年9月のギャラクシー月間賞を受賞。文化庁芸術祭参加。ワールドメディアフェスティバル 2010エンターテインメント部門金賞受賞。当時のテレビドラマには珍しく全編24pで制作されている。

### 概要
北海道テレビ (HTB) の企画制作による開局40周年記念作品。これまで、HTBでは「HTBスペシャルドラマ」と題して自局企画製作のドラマを毎年製作しており、この作品では3年ぶりに全国同時ネットで放送された。主演は地元北海道出身の大泉洋。スタッフには大泉が出演したHTBの看板番組『水曜どうでしょう』のディレクター陣が携わっているため、スポーツ紙でも取り上げられた。番組宣伝も「『水曜どうでしょう』スタッフがおくる」としている。
原作と比較すると、設定がいくつか変更されている。

### あらすじ
北海道にある大樽市（架空の都市、モデルは小樽市）の市民会館で、市長の市政報告会と地元コーラスグループの20周年コンサートがダブルブッキングされていた。市民会館の事務主任である佐野はコンサートを何とか延期してもらおうとするが……。

### 出演者
大樽市民会館
- 佐野亮介：大泉洋（事務主任）
- 加藤進也：永野宗典（事務員）
- 藤原理恵：ふせえり（嘱託事務員）
- 松本進：利重剛（事務長）

大樽レディースコーラス
- 宮本美弥子：田中裕子
- 大竹ふで：あき竹城
- 佐々木芳江：根岸季衣[注 1]
- 船水しず：白川和子
- 荒木涼子：吉本菜穂子[注 1]
- 中村伊佐治：大滝秀治
- 菊地英津子
- 高梨かおり
- 中村徳子
- 中目明子

その他
- 宮本友孝：若松武史（美弥子の夫）
- 武田正雄：上田耕一（大樽市長）
- 山本雄二：山本哲也（大樽市助役）
- 司会者・小野：本多力
- 根本龍一：酒井善史
- 伊藤和子：青坂章子
- 佐々木三千子：五十嵐和子
- 荒木彩夏：澤田樹璃

※プロデューサーの嬉野雅道と演出の藤村忠寿は蕎麦屋の客としてカメオ出演している。また、大泉の所属するCREATIVE OFFICE CUEの社長（放送当時。現:会長）でHTBの看板番組『水曜どうでしょうシリーズ』でも共演した鈴井貴之もラーメン店の店員役で友情出演している。

### スタッフ
- 原作：立川志の輔　新作落語「歓喜の歌」
- プロデューサー：四宮康雅、嬉野雅道
- 企画：重延浩、渡辺誠
- 脚本：鄭義信
- 音楽：本間昭光
- 撮影：鈴木武司
- VE：笹崎寛幸
- 演出：藤村忠寿
- 製作協力：テレビマンユニオン、オフィスほたるいか
- 製作著作：北海道テレビ放送

### 放送ネット局
- 同時ネット局
  - テレビ朝日系列のうち福井放送を除く25局。
- 遅れネット局
  - KUTVテレビ高知（TBS系列）：2009年2月22日日曜日15:00 - 16:25
  - BS朝日：2008年12月31日22:00 - 23:25

## 舞台
劇団扉座 第59回公演『歓喜の歌』として、2016年11月にシアターXと厚木市文化会館小ホールで上演。脚本・演出は横内謙介が担当。